# Siêu tân tinh loại Ia
Siêu tân tinh loại Ia là một trong các loại siêu tân tinh xảy ra từ vụ bùng nổ của sao lùn trắng. Sao lùn trắng là tàn dư của một ngôi sao ở cuối đời của nó và không còn phản ứng tổng hợp hạt nhân ở trong nhân ngôi sao nữa. Mặc dù vậy, các sao lùn trắng với thành phần cacbon-oxy có khả năng tạo ra phản ứng tổng hợp hạt nhân và giải phóng một lượng năng lượng lớn nếu nhiệt độ bên trong ngôi sao đủ cao.
Mô hình lý thuyết cho thấy các sao lùn trắng với tốc độ tự quay thấp có giới hạn khối lượng trên nhỏ hơn giới hạn Chandrasekhar và bằng khoảng 1,38 lần khối lượng Mặt Trời. Khối lượng tới hạn này được duy trì bởi áp suất thoái hóa electron. Vượt qua khối lượng tới hạn này, sao lùn trắng sẽ bị co sụp. Một giả thuyết chung được đưa ra là nếu một sao lùn trắng dần dần bồi tụ khối lượng từ một sao đồng hành, thì lõi của nó sẽ đạt đến nhiệt độ đủ lớn để xảy ra phản ứng tổng hợp cacbon khi đến một giới hạn nào đó. Nếu sao lùn trắng sáp nhập với một ngôi sao khác (một sự kiện rất hiếm), ngay lập tức khối lượng của nó sẽ vượt khối lượng tới hạn và bắt đầu suy sụp, nhiệt độ trong lõi tăng lên và kích hoạt các phản ứng tổng hợp hạt nhân. Chỉ trong vài giây của phản ứng tổng hợp hạt nhân, một lượng lớn vật chất trong sao lùn trắng sẽ tham gia vào phản ứng sinh nhiệt không kiểm soát được, và năng lượng giải phóng ra vào khoảng (1–2×1044 J) nhấn chìm nó trong vụ nổ siêu tân tinh.
Loại siêu tân tinh này luôn tạo ra độ sáng lúc cực đại một giá trị không đổi do khối lượng vật chất mà sao lùn trắng nhận được từ sự bồi tụ là đều đặn và tiến sát tới giá trị khối lượng tới hạn thì xảy ra vụ nổ. Sự ổn định của giá trị cường độ độ sáng cho phép những vụ nổ siêu tân tinh loại Ia được dùng làm những ngọn nến chuẩn để đo khoảng cách tới các thiên hà chủ bởi vì cấp sao biểu kiến của siêu tân tinh phụ thuộc cơ bản vào khoảng cách của chúng tới Trái Đất.

## Mô hình được chấp thuận rộng rãi

Phổ của siêu tân tinh loại Ia, SN1998aq, một ngày sau khi ánh sáng đạt cực đại trong dải B

Siêu tân tinh loại Ia được xếp vào "biểu đồ phân loại siêu tân tinh Minkowski-Zwicky", do các nhà thiên văn học người Hoa Kỳ gốc Đức-Litva Rudolph Minkowski và Hoa Kỳ gốc Thụy Sĩ Fritz Zwicky lập ra. Theo đó siêu tân tinh loại này có thể hình thành theo một số cách khác nhau, nhưng chúng đều có một cơ chế chung. Khi một sao lùn trắng với thành phần cacbon-oxy, bồi tụ vật chất từ sao đồng hành, khối lượng sao lùn trắng được tăng lên không thể vượt quá giới hạn Chandrasekhar và bằng 1,38 lần khối lượng Mặt Trời, vượt qua giá trị này thì áp suất thoái hóa electron không còn đủ lớn để chống đỡ lực hút hấp dẫn của bản thân nó và sao lùn trắng bắt đầu suy sụp. Để chống lại lực hút hấp dẫn rất mạnh, sao lùn trắng sẽ suy sụp thành sao neutron, như trường hợp thường xảy ra đối với các sao lùn trắng có thành phần chính từ magiê, neon và oxy.
Hiện nay, quan điểm của các nhà thiên văn về mô hình các vụ nổ siêu tân tinh loại Ia đó là giới hạn khối lượng mà các sao lùn trắng bồi tụ dẫn tới vụ nổ là không bao giờ đạt đến. Thay vào đó, sự tăng dần áp suất và mật độ do sự tăng dần khối lượng làm tăng nhiệt độ tại lõi, và khi sao lùn trắng đạt đến khối lượng bằng khoảng 1% khối lượng tới hạn, thì bắt đầu một chu kỳ đối lưu trong nó kéo dài trong khoảng 1.000 năm. Ở một số thời điểm và vị trí trên sao lùn trắng trong chu kỳ này, quá trình tổng hợp các hạt nhân cacbon bắt đầu xảy ra làm sản sinh năng lượng và áp suất. Chi tiết về sự đốt cháy cacbon vẫn chưa được biết cụ thể, bao gồm vị trí và số điểm khi xảy ra phản ứng tổng hợp này. Phản ứng tổng hợp hạt nhân oxy cũng được bắt đầu ngay sau đó, nhưng các hạt nhân oxy không bị tiêu tan hoàn toàn như các hạt nhân cacbon.

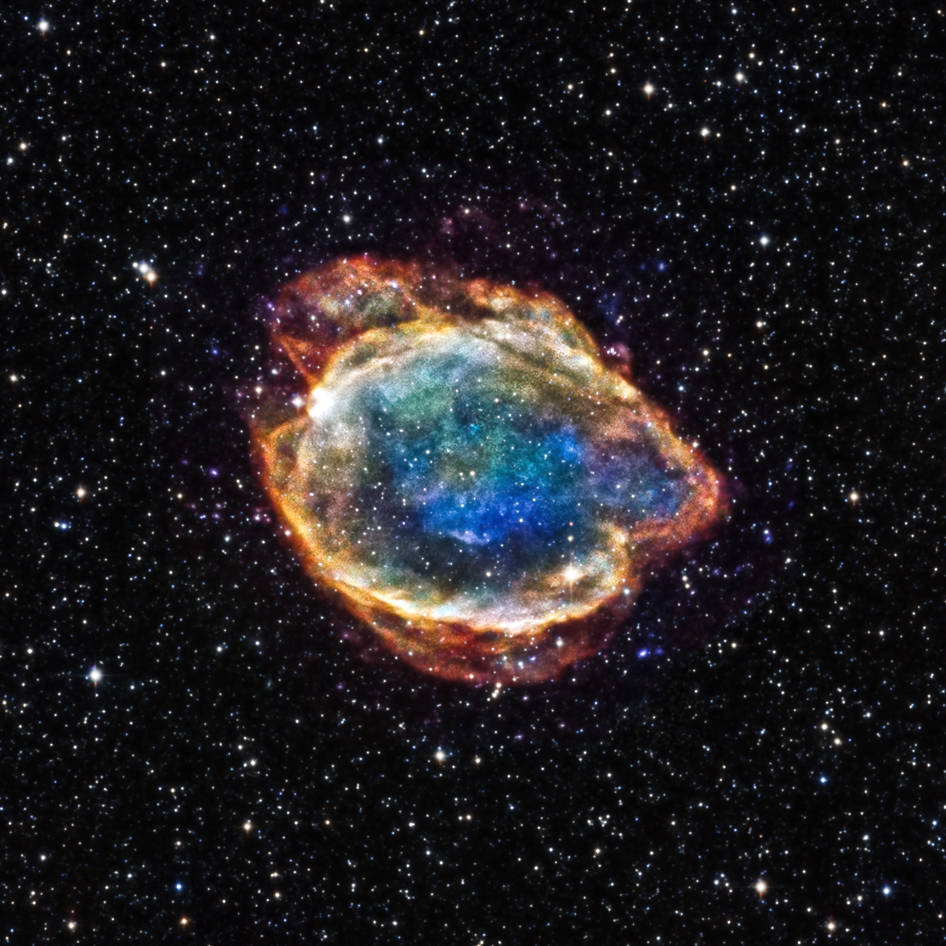
Tàn tích siêu tân tinh Ia G299

Khi các phản ứng tổng hợp diễn ra, nhiệt độ của sao lùn trắng bắt đầu tăng lên. Một ngôi sao trong dãy chính khi nhiệt lượng trong lõi sao tăng lên thì lớp bên ngoài của nó sẽ nở rộng và lạnh đi để làm cân bằng với nhiệt năng. Tuy nhiên, áp suất lượng tử (áp suất thoái hóa) lại độc lập với nhiệt độ; do vậy sao lùn trắng không thể điều chỉnh được quá trình đốt cháy hạt nhân như các sao thông thường, và quá trình đốt cháy hạt nhân sản sinh ra năng lượng không được kiểm soát. Ngọn lửa cháy một cách cực nhanh, một phần do sự bất ổn định Rayleigh–Taylor và các tương tác với sự nhiễu loạn. Các nhà khoa học vẫn còn tranh cãi về vấn đề khi nào sự nổ với vận tốc siêu thanh chuyển thành quá trình cháy nổ với vận tốc nhỏ hơn vận tốc âm thanh.
Bỏ qua các chi tiết chính xác trong quá trình diễn ra các phản ứng tổng hợp hạt nhân, đa phần các nhà vật lý thiên văn đều đồng ý rằng một lượng lớn các hạt nhân cacbon và oxy trong sao lùn trắng được tổng hợp thành các nguyên tố nặng hơn trong một thời gian chỉ vài giây, làm nhiệt độ trong sao lùn trắng tăng lên hàng tỷ độ. Năng lượng giải phóng từ phản ứng tổng hợp hạt nhân (1–2×1044 J) lớn hơn rất nhiều năng lượng liên kết hấp dẫn của ngôi sao; do đó các hạt ở lớp bên trên của sao lùn trắng thu được đủ động năng để bay ra xa nhau. Sao lùn trắng bùng nổ và giải phóng sóng xung kích trong đó vật chất được thổi ra ngoài với vận tốc lên tới 5.000–20000 km/s, hay xấp xỉ 6% tốc độ ánh sáng. Năng lượng giải phóng trong vụ nổ là nguyên nhân làm tăng độ sáng của siêu tân tinh lên giá trị rất lớn. Cấp sao tuyệt đối của một vụ nổ siêu tân tinh loại Ia điển hình là Mv = −19,3 (khoảng 5 tỷ lần sáng hơn Mặt Trời), với sự biến thiên nhỏ trong giá trị này.
Lý thuyết về loại siêu tân tinh này tương tự với hiện tượng sao mới (tân tinh-novae), trong đó sao lùn trắng bồi tụ vật chất một cách chậm hơn và khối lượng của nó không đạt đến giới hạn Chandrasekhar. Trong trường hợp sao mới, vật chất rơi vào sao lùn trắng làm xảy ra phản ứng tổng hợp hiđrô trên bề mặt của nó và vụ nổ từ phản ứng này không xé toạc ngôi sao ra. Siêu tân tinh loại Ia khác với siêu tân tinh do sự suy sụp lõi, gây ra vụ nổ mạnh ở lớp bên ngoài của các ngôi sao khối lượng lớn khi lõi giải phóng một lượng lớn năng lượng.

## Sự hình thành

IK Pegasi B bùng nổ thành siêu tân tinh loại Ia

Một mô hình về sự hình thành siêu tân tinh loại Ia là từ hệ sao đôi. Ban đầu hệ sao đôi chứa các sao ở dãy chính, với một sao có khối lượng lớn hơn sao kia. Do có khối lượng lớn hơn, ngôi sao này sẽ tiến hóa vào giai đoạn "nhánh khổng lồ tiệm cận" (asymptotic giant branch) sớm hơn, lúc đó lớp bên ngoài của nó sẽ nở rộng đáng kể. Nếu hai sao cùng nằm chung trong một lớp bao (lớp của sao khối lượng lớn đã nở rộng) thì khối lượng của cả hệ có thể mất đi, làm giảm mô men động lượng và do đó là chu kỳ và bán kính quỹ đạo. Sau khi ngôi sao lớn tiến hóa thành sao lùn trắng, ngôi sao thứ hai tiến hóa sang giai đoạn sao khổng lồ đỏ và bắt đầu xảy ra sự bồi tụ vật chất cho sao lùn trắng. Trong giai đoạn chia sẻ cùng một lớp bao vật chất, hai thiên thể sẽ quay theo quỹ đạo xoắn ốc tiến sát về nhau và mô men động lượng của hệ bị giảm dần. Kết quả là chu kỳ quỹ đạo của hệ giảm xuống chỉ còn vài giờ. Nếu sự bồi tụ đủ lâu, sao lùn trắng có thể đạt đến khối lượng của giới hạn Chandrasekhar.
Một khả năng thứ hai, ít gặp hơn, cơ chế cho sự hình thành siêu tân tinh loại Ia đó là sự va chạm và sáp nhập của hai sao lùn trắng, và khối lượng của thiên thể cuối cùng sẽ vượt khối lượng trong giới hạn Chandrasekhar (được goi là sao lùn trắng khối lượng siêu-Chandrasekhar). Trong trường hợp này, khối lượng tổng cộng không bị ràng buộc bởi giới hạn Chandrasekhar. Và đây là một trong vài cách giải thích cho khối lượng dị thường (2 lần khối lượng Mặt Trời) cho nguồn gốc của sao tổ tiên trong tàn dư siêu tân tinh SN 2003fg.
Sự va chạm của các sao đơn độc nằm trong Ngân Hà được cho là xảy ra với 1 sự kiện trong vòng 107-1013 năm; vượt xa tần suất xuất hiện hiện tượng sao mới (novae). Tuy vậy, sự va chạm có khả năng xảy ra cao hơn đối với những vùng đông đúc sao ở các cụm sao cầu. (như sao xanh dị thường-blue stragglers) Một kịch bản tương tự đó là sự va chạm trong hệ sao đôi, hai giữa hai hệ sao đôi chứa sao lùn trắng. Sự va chạm như thế để lại một hệ gồm hai sao lùn trắng quay gần nhau, theo thời gian bán kính quỹ đạo của hệ bị giảm và cuối cùng hai sao lùn trắng va chạm và sáp nhập vào nhau.
Sao lùn trắng đồng hành cũng có thể bồi tụ vật chất từ những loại sao đồng hành khác, như sao dưới khổng lồ (subgiant) hay (nếu quỹ đạo đủ gần) thậm chí là sao trong dãy chính. Quá trình tiến hóa trong giai đoạn bồi tụ này diễn ra chi tiết như thế nào vẫn chưa được biết rõ, và nó có thể phụ thuộc vào cả tốc độ bồi tụ và sự truyền mô men động lượng cho sao lùn trắng. Sau vụ nổ siêu tân tinh, sao đồng hành có bị đẩy tách ra khỏi hệ đôi hay không phụ thuộc vào khối lượng vật chất đã bị đẩy ra trong vụ nổ từ sao lùn trắng.

## Quan sát
Không giống như những loại siêu tân tinh khác, siêu tân tinh loại Ia thường diễn ra trong mọi kiểu thiên hà, bao gồm thiên hà elip. Và chúng ít xuất hiện trong các vùng đang sản sinh sao. Khi sao lùn trắng được hình thành cuối giai đoạn của chu kỳ tiến hóa của một ngôi sao trong dãy chính, thì những hệ sao đôi như thế đã dịch chuyển ra xa khỏi vùng nơi chúng được hình thành lên (các đám mây phân tử). Do vậy một hệ sao đôi có quỹ đạo nhỏ có thể mất hàng triệu năm để diễn ra quá trình truyền vật chất (và có khả năng tạo ra hiện tượng sao mới) trước khi đạt tới điều kiện cho phép xảy ra vụ nổ siêu tân tinh loại Ia.
Một vấn đề khó trong thiên văn học đó là xác định được loại sao (progenitors) trước khi xảy ra vụ nổ siêu tân tinh. Quan sát được trực tiếp loại sao tiền thân này sẽ là chứng cứ thuyết phục ủng hộ một trong các mô hình về nguồn gốc siêu tân tinh. Cho đến năm 2006, quá trình tìm kiếm sao tiền thân này đã diễn ra được hơn 1 thế kỷ. Mặc dù sao tiền thân cho siêu tân tinh loại Ia vẫn chưa được quan sát thấy trực tiếp, nhưng các nhà thiên văn học đã tập trung quan sát siêu tân tinh SN 2011fe chỉ vài tiếng sau khi nó xảy ra và họ đã thu được những thông tin giá trị. Kết hợp với dữ liệu quan sát trước đó từ kính thiên văn không gian Hubble các nhà thiên văn thấy, tại vị trí xảy ra siêu tân tinh họ đã không quan sát được một ngôi sao khổng lồ đỏ hay sao hellium nào, và do vậy có thể ngoại trừ trường hợp sao khổng lồ đỏ là sao đồng hành trong siêu tân tinh Ia; sao đồng hành trong siêu tân tinh SN 2011fe có thể là sao trong dãy chính hoặc sao dưới khổng lồ. Thành phần plasma bay ra từ vụ nổ có chứa cacbon và oxy càng củng cố thêm sao tiền thân của siêu tân tinh này là sao lùn trắng chứa các nguyên tố này.

### Biểu đồ cường độ sáng

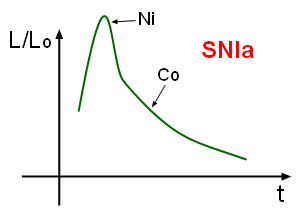
Biểu đồ cường độ sáng (so sánh với Mặt Trời, L_{0}) theo thời gian cho thấy đặc trưng của đường cong cường độ sáng của siêu tân tinh loại Ia (SNIa). Độ sáng đạt cực đại thường do sự phân rã của Nikel (Ni), trong khi giai đoạn sau thường là do sự phân rã của Coban (Co).

Siêu tân tinh loại Ia có đường cong cường độ sáng rất đặc trưng khi vẽ biểu đồ biểu diễn độ sáng là một hàm theo thời gian sau vụ nổ. Gần thời điểm độ sáng đạt cực đại, các nhà thiên văn thực hiện phân tích phổ của vụ nổ thì họ thu được các đường đặc trưng cho các nguyên tố khối lượng trung bình từ oxy tới calci; đây là những thành phần chính trong lớp bên ngoài của ngôi sao. Hàng tháng sau vụ nổ, khi lớp bên ngoài đã mở rộng đạt đến độ trong suốt cho phép bức xạ điện từ truyền qua được, phổ thu được sẽ chủ yếu là của các bức xạ phát ra bởi vật liệu gần lõi của ngôi sao, gồm các nguyên tố nặng được tổng hợp trong quá trình xảy ra vụ nổ; đa phần là các đồng vị gần với khối lượng của sắt. Sự phân rã phóng xạ của nikel-56 thành coban-56 và đến sắt-56 tạo ra các photon năng lượng cao và chiếm phần lớn năng lượng được giải phóng ở thời điểm sau của vụ nổ.
Sự bằng nhau trong độ sáng tuyệt đối của hầu như mọi vụ nổ siêu tân tinh loại Ia đã được các nhà thiên văn sử dụng như là một ngọn nến chuẩn thứ hai trong thiên văn học liên thiên hà. Nguyên nhân của sự đồng đều trong đường cong cường độ sáng của siêu tân tinh loại Ia vẫn còn là một câu hỏi mở. Năm 1998, các quan sát trên những siêu tân tinh loại Ia ở xa đã cho một kết quả bất ngờ đó là sự giãn nở của Vũ trụ đang tăng tốc.